# Mártires de Pratulin
Los mártires de Pratulin fueron un grupo de 13 creyentes greco-católicos, asesinados por el ejército imperial ruso el 24 de enero de 1874 en el pueblo de Pratulin, cerca de Biała Podlaska. Tras la secularización y deslegalización de la Eparquía de Chełm, las autoridades rusas sometieron por la fuerza a todos los católicos griegos del Congreso de Polonia y sus iglesias a la Iglesia Ortodoxa Rusa.
En una protesta contra la rusificación y confiscación de la iglesia, la comunidad greco-católica se reunió frente a la iglesia, pero las fuerzas rusas dispararon contra ella y mataron a 13 de los manifestantes. La Iglesia católica rutena ha erigido un santuario en su memoria allí.
La masacre de Pratulin fue la mejor documentada entre muchos eventos de este tipo que tuvieron lugar en la región de Podlaquia y, por lo tanto, para representar a los mártires que se considera que dieron su vida por la fe y la unidad cristiana durante esos tiempos, la diócesis de rito latino de Siedlce eligió presentar el caso para la beatificación de las víctimas en 1938. Fueron beatificadas por el Papa Juan Pablo II el 6 de octubre de 1996. En 1998, algunas de sus reliquias fueron trasladadas a la iglesia de rito bizantino-eslavo en la cercana Kostomłoty, donde se estableció el Santuario de los Mártires de Pratulin.

## 13 mártires de Pratulin
- Wincenty Lewoniuk - 25 años, de Woroblina. Entre sus vecinos y amigos, tenía fama de hombre piadoso y apegado a la Iglesia. Durante la defensa del templo, murió por la primera descarga de rifle.
- Daniel Karmasz - 48 años, casado. Como presidente de la hermandad, dirigió la cruz durante la defensa de la Iglesia, que se conserva en Pratulin hasta el día de hoy.
- Łukasz Bojko - 22 años, era un hombre noble y disfrutaba de una buena reputación entre los habitantes de Pratulin. Durante la defensa del templo, hizo sonar las campanas.
- Konstanty Bojko - 49 años, de Zaczopkach. Era un granjero pobre y un hombre justo.
- Konstanty Łukaszuk - 45 años. Él y su esposa tenían una granja y tenían siete hijos. Fue respetado por su honestidad e integridad.
- Bartłomiej Osypiuk - 30 años, fue un padre y esposo ejemplar, un hombre profundamente religioso. Durante mucho tiempo estuvo de guardia en el templo de Pratulin y allí fue herido de muerte.
- Anicet Hrarciek - 19. Debido a su extraordinaria piedad y bondad, fue comparado con Stanisław Kostka.
- Filip Geryluk - 44 años, de Zaczopek. Tenía la reputación de ser un padre cariñoso y un hombre piadoso. Animó a otros a quedarse en el templo y él mismo murió en el templo.
- Ignacy Frańczuk - 50 años, de Derła. En opinión de sus familiares, anteponía la fidelidad a la fe. Tras la muerte de Daniel Karmash, levantó la cruz y encabezó a los defensores.
- Onufry Wasyluk - 21. Era el administrador de la aldea en Zaczopkach. Fue muy apreciado por la gente.
- Maksym Hawryluk - 34 años, de Derła. Él y su esposa trabajaban en una modesta granja. Murió en la casa de su familia por una herida de bala en el abdomen.
- Jan Andrzejuk - 26 años. Considerado un hombre muy prudente, era cantor en la parroquia. Gravemente herido mientras defendía el templo, pronto murió en la casa de su familia.
- Michał Wawrzyszuk - 21 años, de Derła. Tenía buena reputación entre la gente. Murió como resultado de sus heridas al día siguiente de defender el templo.